# Cemil Meriç
Hüseyin Cemil Meriç (12 décembre 1916 à Reyhanlı, Hatay - 13 juin 1987 à Istanbul) est un écrivain, traducteur, penseur et sociologue turc.
C'est un homme de pensée qui a fait des recherches et qui a écrit des articles dans de nombreux domaines des sciences sociales, notamment la langue, l'histoire, la littérature, la philosophie et la sociologie. Il est considéré comme ayant une place importante dans la littérature turque avec les 12 œuvres qu'il a écrites et ses traductions. Il est le père du professeure de sociologie Ümit Meriç .

## Biographie

### Enfance et années d'études
Il est né en 1916 à Reyhaniye (aujourd'hui Reyhanlı). Il était l'enfant d'une famille qui avait émigré de Didymoteicho pendant les guerres des Balkans. Son père est Mahmut Niyazi Bey, qui était juge à Dimetoka, et sa mère est Zeynep Ziynet Hanım. Son père, Mahmut Niyazi Bey, était le directeur de la banque Ziraat et le chef du tribunal d'Antakya. Cemil Meriç, qui a vécu à Antakya jusqu'à l'âge de 7 ans, est revenu à Reyhanlı avec sa famille après que son père ait quitté la fonction publique. Après avoir terminé l'école primaire à Reyhanlı Rüşdiyesi, il est retourné à Antioche. Il a étudié à Antakya Sultanisi, qui a mis en œuvre le système éducatif français dans la ville sous administration française. Alors qu’il étudiait dans cette école, on a découvert que ses yeux étaient myopes de 6 degrés. Son premier article, intitulé « Une comptabilité tardive », a été publié dans le journal local Yenigün. Alors qu'il était en 6e année, il a été contraint de quitter l'école sans avoir obtenu son diplôme d'études secondaires en raison de ses attitudes nationalistes et d'un article qu'il a publié dans lequel il critiquait certains de ses professeurs. Il est allé au lycée Pertevniyal à Istanbul pour poursuivre ses études secondaires. Durant cette période, il rencontre les intellectuels de gauche de l'époque, notamment Nâzım Hikmet et Kerim Sadi.
Il revient à Iskenderun en 1937 en raison de difficultés financières. Après avoir travaillé comme instituteur pendant environ 9 mois dans le village de Haymaseki, il est devenu directeur adjoint du bureau de traduction d'İskenderun dans la même année. En 1938, il a occupé des emplois temporaires tels qu'instituteur dans l'école primaire du village de Batı Ayrancı, secrétaire dans l'Association aéronautique turque et greffière à la municipalité. En avril 1939, il fut arrêté sous l'accusation d'avoir renversé le gouvernement de Hatay et emmené à Antioche ; a été jugé avec une demande de peine de mort ; Il a été acquitté deux mois plus tard.
En 1940, il est accepté à l'École des langues étrangères de l'Université d'Istanbul avec une bourse et étudia dans cette institution pendant 2 ans. À partir de 1941, il a commencé à publier des articles dans les revues littéraires İnsan, Yücel, Gün et Ayın Bibliyografyası.

### Enseignement dans le lycée d'Elazığ
En 1942, il est nommé professeur de français dans le lycée d'Elazığ ; Peu avant son départ à Elazığ, il a rencontré et épousé l'enseignante Fevziye Menteşeoğlu. Dispensé du service militaire en raison de sa forte myopie des deux yeux, Meriç publie son premier livre traduit, le roman de Balzac « La Fille aux yeux d'or » en 1943.

### Maître de conférences à l'Université d'Istanbul
Sur le fait que Fevziye Menteşoğlu (son épouse) qui était enseignante n'a pas été nommée à Elazığ et que le couple a perdu deux enfants dans cette ville, ils se sont rendu compte qu'ils ne pourraient avoir leur prochain enfant seulement qu'à Istanbul. Elle a quitté son poste d'enseignante à Elazığ en 1945 et ils sont allés à Istanbul. Son fils Mahmut Ali est né en 1945 et sa fille Ümit est née l'année suivante. Meriç a commencé à travailler comme professeur de français à l'Université d'Istanbul en 1946 et a continué à enseigner le français jusqu'à sa retraite en 1974. Entre-temps, il a publié des articles dans le revue Yirminci Asır pendant environ un an (1947). Il a traduit en vers la pièce Hernani de Victor Hugo (1948) ; Il a enseigné le français au lycée d'Işık (1952-1954)

### Perte complète de la vision
Ayant perdu complètement la vue dans un accident au printemps 1954, après quelques opérations des yeux sans succès, il se rend seul en ferry à Marseille puis à Paris en 1955. Mais le traitement de six mois n’a pas donné de résultats satisfaisants, et il est revenu en Turquie. Il a entré dans une période de dépression à cause de la perte de sa vue, mais avec l'aide de son entourage et de ses proches, il a recommencé à lire et à écrire.

### Sa période d'écriture productive
Après sa perte de vue, a commencé la période la plus productive de sa vie d’écrivain. Il traduisait les textes français et anglais qu'il fesait lire et écrire à ses assistants et à ses proches. Il a préparé une grammaire française qui est resté inédite. Il a continué à écrire de nouveaux articles en leurs faisant dicter. À partir de 1963, il a enseigné la sociologie et l’histoire culturelle au Département de sociologie de la Faculté des lettres ; Il a continué ces cours jusqu’à sa retraite. Il a commencé à tenir un journal en 1963, qu'il a continué à tenir par intermittence pendant 20 ans. Son premier livre protégé par le droit d'auteur, « Littérature Indienne », a été publié en 1964. Parti avec l’idée d’écrire une littérature mondiale, Meriç a commencé par la littérature persane mais s’est ensuite orienté vers la littérature indienne. L'ouvrage, qui vise à briser les préjugés contre les civilisations orientales et qui est le fruit d'une étude de quatre ans, a été réédité deux fois de plus sous le titre « Au seuil d'un monde ». Après la littérature Indienne, son prochain objectif était d’élucider un aspect important de la pensée occidentale. En partant de cette pensée, il a mis en œuvre un ouvrage sur saint Simon, économiste et philosophe français qui a créé les bases du socialisme et qui fut le fondateur de la sociologie, mais il a eu du mal à trouver une maison d'édition pour le publier. L'ouvrage a été publié par Can Yayınları en 1967.
Ses articles et traductions ont été publiés dans diverses revues entre 1965 et 1973. Il écrivait régulièrement des essais dans le magazine Hisar sous le titre « De la tour d’ivoire ». Il a pris sa retraite de son poste de professeur de français à l'Université d'Istanbul et a commencé à compiler ses années d'expérience dans un livre. Cette année-là, il a reçu un prix dans le domaine des idées de la Fondation nationale de la culture turque. Il a publié son livre « Ce pays » en 1976 sur lequel il disait :
« Il me semble que je suis venu à cet entretien appelé la vie pour écrire ce livre. »
Le livre est composé de ses aphorismes sur diverses questions intellectuelles, culturelles et littéraires. La même année, son ouvrage « Umran’dan uygarlığa », dans lequel il aborde le concept de civilisation, est publié.
Meriç, qui a donné des conférences, principalement à Kubbealtı, entre 1978 et 1984, a été jugé digne du Prix de la Fondation nationale de la culture turque en 1980 avec son ouvrage « Quarante Ambar », qui forme une histoire littéraire et intellectuelle.
En 1981, il a été élu « écrivain de l'année » par l'Union des écrivains d'Ankara. Dans son ouvrage semi-compilé et semi-protégé par le droit d'auteur, « le récit d’un désastre » (Bir facianın hikâyesi), publié en 1981, il a fait un nouveau compte rendu de l'histoire récente.

### Ses dernières années et sa mort
Après avoir perdu sa femme Fevziye Hanım en 1983, Meriç a subi une hémorragie cérébrale en août de la même année et a été paralysé du côté gauche. Ses derniers ouvrages publiés de son vivant sont La lumière vient de l'Orient (1984) et De la culture à la connaissance (1985). Il est décédé le 13 juin 1987. Son corps a été enterré au cimetière de Karacaahmet.